# Opsiphanes peruanus
Opsiphanes peruanus är en fjärilsart som beskrevs av Rothschild 1916. Opsiphanes peruanus ingår i släktet Opsiphanes och familjen praktfjärilar. Inga underarter finns listade i Catalogue of Life.